# 大谷資料館
大谷資料館（おおやしりょうかん、英: Ōya History Museum）は、栃木県宇都宮市大谷町にある、大谷石採石場跡に関する博物館。

## 主な展示内容
- 大谷の地質
- 大谷石の採掘方法と採掘形態
- 大谷石地下採掘場跡（巨大地下空間）
- 石搬出、輸送の移り変わり

## 主な行事
上記の一般展示のほか、コンサート、猿楽、映画会、観劇、美術展、ダンスパフォーマンス、セミナーなどの文化事業、また映画、テレビドラマ、テレビCM、プロモーションビデオの撮影も行われている。例年、フェスタin大谷の会場として利用されており、地下空間でのプロジェクションマッピングなどが催される
。

## 大谷石および地下採掘場の沿革
古墳時代には石棺の材料として加工が容易な大谷石が用いられている。8世紀には下野国分寺・下野国分尼寺の礎石、地覆石、羽目石に大谷石が使用された。
宇都宮市・大谷寺の本尊千手観音をはじめとする磨崖仏は平安時代の制作である。

### 地下採掘場跡の沿革
大谷資料館の公式サイトによる。
- 1943年：陸軍の糧秣廠・被服廠の地下秘密倉庫として使用される。
- 1945年：中島飛行機（後の富士重工業・現SUBARU）の四式戦闘機製造のため地下軍需工場として使用される。
- 1969年：年平均気温が8度前後であるため、政府米（古々米）の保管庫として利用される。
- 1979年：大谷資料館がオープン。地下採掘場が一般公開される。
- 1981年：東京フルートアンサンブルアカデミー演奏会が開催される。以降、コンサート、猿楽、映画会、観劇、美術展、ダンスパフォーマンス、セミナーなどの文化事業や映画、テレビドラマ、テレビCM、プロモーションビデオの撮影が行われる。

## 利用時間

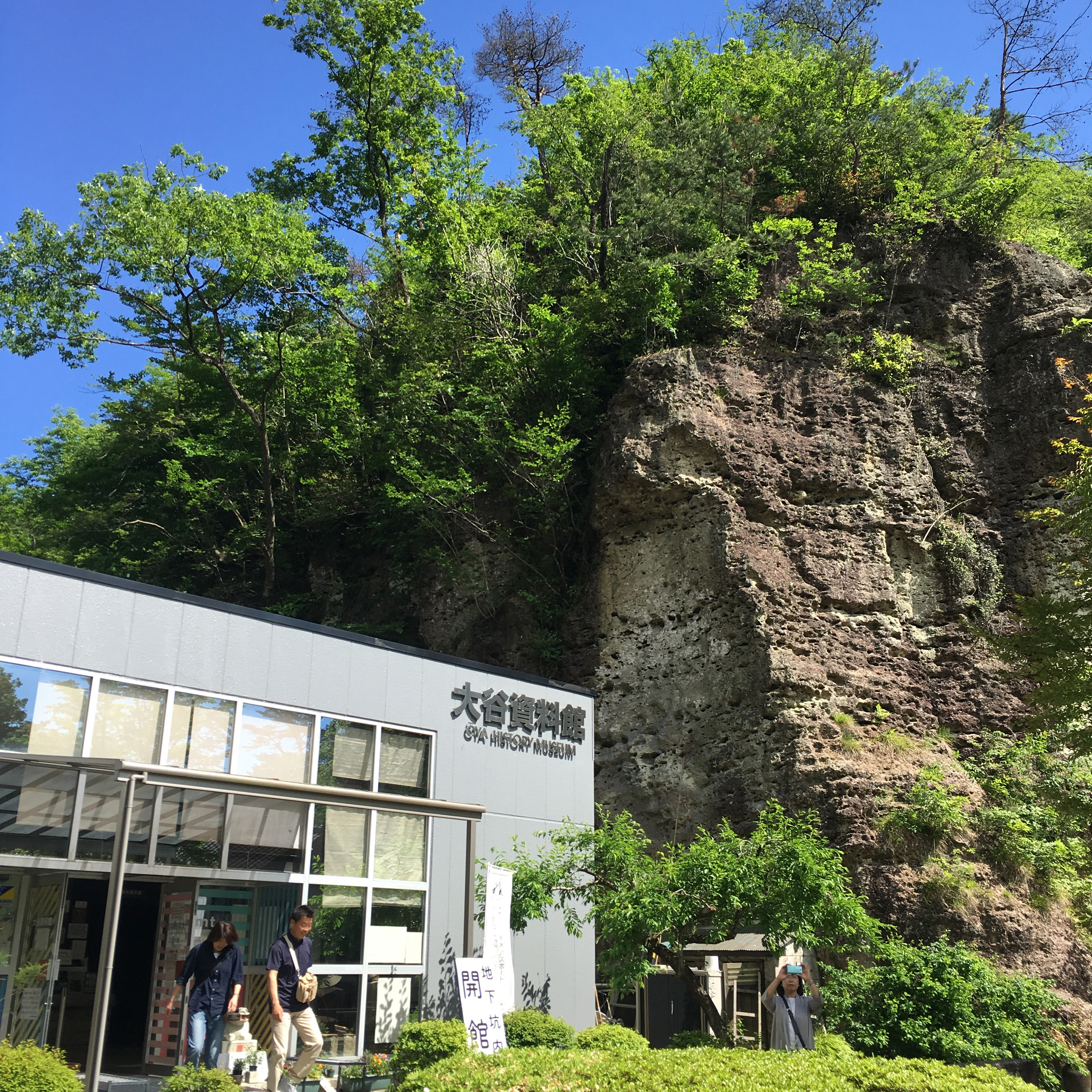
エントランス

開館時間 4月～11月までは、9時〜17時（最終入館は16時30分まで）、12月～3月までは、9時30分～16時30分（最終入館は16時まで）

## 休館日
12月～3月の期間は、毎週火曜休館。（火曜日が祝祭日の場合は、翌日が休館）
4月～11月の期間は、無休（臨時休館の場合あり。）

## 交通アクセス
公式サイトのアクセス
- 公共交通
  - JR東日本宇都宮線宇都宮駅西口または東武宇都宮駅前より関東バスの大谷・立岩行で「資料館入口」バス停下車、徒歩約5分
- 車
  - 東北道鹿沼ICからは約20分、宇都宮ICからは約15分。北関東道宇都宮上三川ICからは約40分。
  - 310台の一般車駐車場と団体バス兼歩行困難者向け40台の駐車場を備える。

## 大谷資料館で収録が行われた映像作品
- 金田一少年の事件簿（松本潤版）
- 喰霊-零-
- 潜入探偵トカゲ
- リターナー
- るろうに剣心京都大火編
- 勇者ヨシヒコと導かれし七人
- Reincarnation (茅原実里のアルバム)
- Re:REMEMBER
- GREAT ACTIVITY
- May
- SOUL LOVE
- Gravity
- seeker
- すずめの戸締まり
- 翔んで埼玉
- DA PUMP （I wonder...）